# Шугаев, Дмитрий Вячеславович
Дми́трий Вячесла́вович Шуга́ев (род. 29 сентября 1998, Ярославль) — российский хоккеист, вратарь.

## Карьера

### Клубная карьера
Воспитанник ярославского «Локомотива». В 2014—2015 годах выступал за ДЮСШ Дворца спорта «Олимпийский» (г. Рязань).
Дебютировал в МХЛ 8 сентября 2016 в составе МХК «Атланты» против «Красной Армии» (3:4). Отразил 44 из 48 бросков (91,6 %).
В 2018 году перешёл в систему череповецкой «Северстали». Стал лучшим вратарём за всю историю череповецкого «Алмаза» по коэффициенту надёжности.
Дебют в КХЛ состоялся 5 января 2020 года в матче против хабаровского «Амура» (2:1). Пропустил 1 шайбу, отразил 34 броска (97,1 %).
Сезон КХЛ 2020/21 провёл в качестве второго вратаря «Северстали».
Во время предсезонной подготовки основной вратарь клуба Владислав Подъяпольский получил травму и из-за операции был вынужден пропустить несколько месяцев. На время отсутствия Подъяпольского Шугаев стал основным голкипером. Молодой вратарский дуэт Шугаев — Шостак не подвёл и удачно провёл первую половину сезона. По итогам сезона Дмитрий сыграл больше всего матчей среди вратарей клуба.
29 сентября 2021 провёл свой первый сухой матч в КХЛ — «Северсталь» обыграла рижское «Динамо» на выезде со счётом 2:0.
Главный тренер «Северстали» Андрей Разин отметил хорошую психологию Шугаева, компенсирующую пробелы в технике.
9 октября 2024 появилась новость об обмене Шугаева на Никиту Подскребалина в «Металлург» Магнитогорск.

### Карьера в сборной
В ноябре 2021 был вызван в сборную России вместо травмированного вратаря казанского «Ак Барса» Тимура Билялова. От него Шугаеву досталась форма с 82-м игровым номером.
Дебютировал 11 ноября 2021 года в матче Кубка Карьяла в рамках Еврохоккейтура против Сборной Финляндии (0:3). Отразил 33 броска (91,7 %). Игру Дмитрия Шугаева высоко оценил президент Федерации хоккея России Владислав Третьяк.
В матче против Чехии отразил 38/40 бросков (95 %). Благодаря игре Дмитрия, в том числе нескольким ключевым спасениям в 3-м периоде, сборная России одержала победу со счётом 5:2.
17 января 2022 был включён в расширенный состав сборной для подготовки к Олимпийским играм. По результатам сбора вошёл в окончательный состав сборной России в качестве резервного (четвёртого) вратаря.